# Antoni Piotrowski (lekkoatleta)
Antoni Piotrowski (ur. 12 grudnia 1923, zm. 26 października 1994) – polski lekkoatleta, maratończyk i chodziarz sportowy.

## Życiorys
W 1947 roku zajął 3. miejsce na mistrzostwach Polski seniorów w chodzie na 50 km na zawodach rozegranych w Gdańsku. Dwa lata później, w Katowicach zajął miejsce 4.
W 1949 wystartował w mistrzostwach Polski seniorów w biegu na dystansie maratonu – zajął 2. miejsce z czasem 3:19:37,0.
Uprawiał także biegi przełajowe – startował na mistrzostwach Polski rozegranych w 1946 w Poznaniu, gdzie zajął 5 miejsce.
W czasie swojej kariery sportowej należał do klubów: Kolejarz Leszno (1945–1946, 1950–1953) i Kolejarz Poznań (1947–1949).
Został pochowany na cmentarzu parafialnym w Czempiniu.

## Osiągnięcia

### Seniorzy – krajowe
| Rok  | Impreza                     | Miejsce | Konkurencja   | Pozycja    | Wynik     |
| ---- | --------------------------- | ------- | ------------- | ---------- | --------- |
| 1947 | Mistrzostwa Polski seniorów | Gdańsk  | chód na 50 km | 3. miejsce | 5:54:22,4 |
| 1949 | Mistrzostwa Polski seniorów | Gdańsk  | maraton       | 2. miejsce | 3:19:37,0 |